# Something More Than Free
Something More Than Free è il quinto album in studio del cantante statunitense Jason Isbell, pubblicato nel 2015.

## Tracce
Testi e musiche di Jason Isbell.
1. If It Takes a Lifetime – 3:43
2. 24 Frames – 3:16
3. Flagship – 3:52
4. How to Forget – 4:06
5. Children of Children – 5:52
6. The Life You Chose – 4:05
7. Something More Than Free – 3:33
8. Speed Trap Town – 4:04
9. Hudson Commodore – 3:26
10. Palmetto Rose – 4:06
11. To a Band That I Loved – 3:52

## Premi
- Grammy Awards
  - 2016: Miglior album americana